# Sois belle et tais-toi ! (Les Simpson)
Pour les articles homonymes, voir Sois belle et tais-toi.
Sois belle et tais-toi ! (France) En veillant su'l Perón (Québec) (The President Wore Pearls) est le 3e épisode de la saison 15 de la série télévisée d'animation Les Simpson.

## Synopsis
Lors d'une soirée casino organisée par l'école élémentaire de Springfield, Homer gagne au jeu et veut récupérer son pactole. Martin Prince lui dit que ce n'est pas un vrai casino et qu'il n'a en fait rien gagné. Cette annonce provoque la colère de tous les adultes présents qui détruisent le faux casino. Martin Prince se voit contraint de démissionner et laisse tomber son poste de délégué des élèves. Lisa et Nelson se portent candidats et Lisa gagne l'élection.
Le nouveau poste de Lisa fait peur aux enseignants qui craignent qu'elle mette en place des réformes « contraignantes ». Pour l'amadouer, ils relookent Lisa pour qu'elle fasse plus « classe ». Cette dernière, au départ réticente, se laisse peu à peu convaincre..